# Panda en het geheimzinnige glas water
Panda en het geheimzinnige glas water is een stripverhaal uit de Panda-reeks door Marten Toonder en de Toonder Studio's. Het verscheen in 1955 als tekststrip in kranten, in 1972 in een boekje, en in 1984 als ingekleurde ballonstrip in een album, na het verhaal "Panda en de meester-ontdekkingsreiziger". Er werd daar echter niet vermeld dat er een tweede verhaal aanwezig is.
Omdat deze ballonstrip lang niet zoveel tekst kan bevatten als een tekststripverhaal zijn de teksten sterk aangepast, maar het verhaal niet.

## Verhaal
Panda leest toevallig dat professor Kalkar een detective zoekt.(in de ballonstrip is zijn naam professor Brein) Hij gaat erop af. Een 'echte' detective, Pat O'nozel, blijkt hem al voor te zijn, maar het kost veel moeite om bij de professor binnen te komen. Bovendien is die zo verstrooid dat hij eerst niet meer weet waar het om gaat. Naderhand weet hij het weer, en toont hen tot hun verbijstering een glas water. Hij weet ook niet meer waarom het naar Eldoria gebracht moet worden; maar wel dat het een gevaarlijke klus is. Panda en Pat begrijpen er niets van. Ze moeten zelf maar uitvinden voor wie het glas is. De professor geeft ze geld voor de reis, en ze vertrekken. Ze snappen niet wat er gevaarlijk kan zijn.
Maar daar komen ze snel achter! Amper buiten worden ze beschoten door een dikke boef, in opdracht en aanwezigheid van een kleine Aziaat. Zij eisen het glas op. Vanaf dan begint een lange afwisseling van vluchten en confrontaties met kogelregens, waar Joris Goedbloed ook bij betrokken raakt. Per schip komen ze uiteindelijk in Eldoria aan. Ze weten echter nog steeds geen adres. Totdat ze bij een fort een voertuig zien dat ze ook bij de professor zagen. Als ze zich daar melden blijkt het glas verdwenen, en daarom worden ze samen met de boeven opgesloten.
Joris gaat ervandoor met het glas, maar wordt achterhaald door de professor, die ze na gereisd is. Joris heeft geen moeite om het glas te verkopen aan de verstrooide professor. Zo komt het glas toch nog op zijn bestemming. De generaal van het fort looft een beloning uit voor wie zijn enorme landkruiser in beweging krijgt. Vervolgens ervaren de gevangenen een enorme explosie, waardoor ze vrij komen. Er is dus iets mis gegaan met het zware water (want daar ging het dus om). De landkruiser ligt verderop, ondersteboven.
De boeven vluchten het verhaal uit. De generaal is kwaad en wil Panda en consorten opsluiten, hoewel het fort verwoest is. Maar Panda herinnert hem aan zijn belofte: de landkruiser heeft immers bewogen! Tja, red je daar maar eens uit. De generaal besluit toch zijn belofte te houden, want dat hoort zo, zegt hij zelf, al blijft hij kwaad, en dus krijgen Panda, Pat, en de professor medailles. "En nou opsodemieteren!". Maar ze hebben geen geld voor de terugreis. Plots komt echter iemand aanrennen met geld van "een landgenoot". Zij weten niet wie dat is, maar de lezer ziet in het laatste plaatje dat de "boef" Joris weer eens zijn goede kant liet zien.
In dit verhaal komt een kapitein voor die zowel qua uiterlijk als agressie sterk lijkt op kapitein Wal Rus uit de Tom Poes verhalen. Wellicht nog extremer: bootsman: "ze schieten!" Kapitein: "Mij best. Zolang ze m'n schip maar heel laten". Maar als de passagiers weer in het ruim komen, wat niet mag, wordt hij wel zeer gewelddadig. "Landrotten, bah!"